# Herzog (Roman)

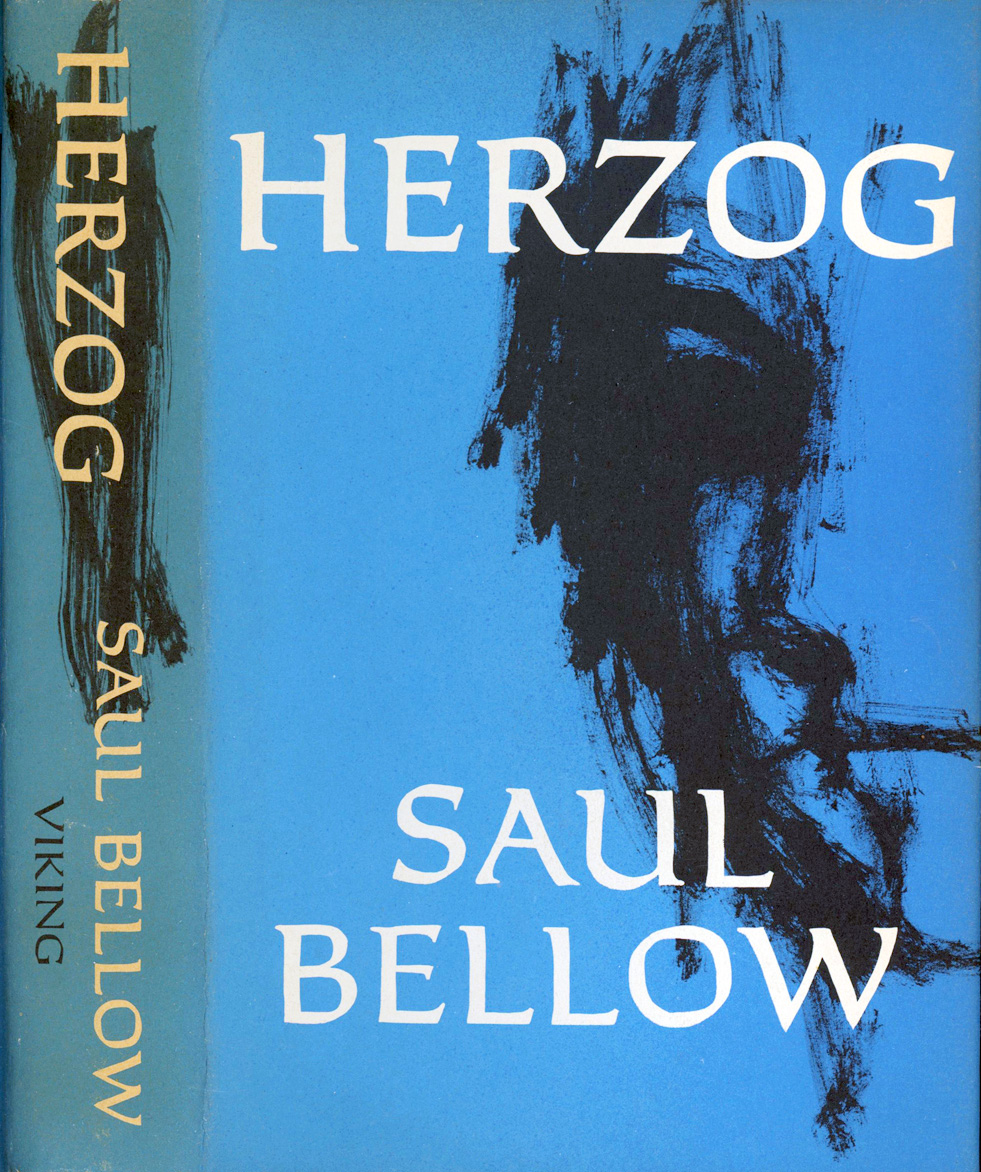
Herzog, in der englischen Erstausgabe von 1964

Der Roman Herzog (1964) ist das Hauptwerk von Saul Bellow und beschreibt die Orientierungskrise des jüdischen Literaturwissenschaftlers Moses Herzog aus Chicago, der sowohl zwischen verschiedenen Frauen als auch verschiedenen Ideologien steht. Das Magazin Time zählt den Roman zu den besten 100 englischsprachigen Romanen, die zwischen 1923 und 2005 veröffentlicht wurden;  er war 4 Wochen lang in den Jahren 1965 und 1966 auf dem Platz 1 der Spiegel-Bestsellerliste.

## Handlung
Der Literaturwissenschaftler Moses Herzog gerät in eine tiefe Persönlichkeitskrise: Nachdem er seine erste Frau Daisy und ihren gemeinsamen halbwüchsigen Sohn verlassen hat, scheitert auch die Ehe mit Madeleine, mit der er eine kleine Tochter hat. Madeleine betrügt ihn mit seinem früher besten Freund Valentine Gersbach, dem Moses aufgrund seiner Beziehungen noch eine gute Stellung beim Rundfunk in Chicago verschafft hatte.
Madeleine zuliebe gibt Herzog seine Universitäts-Laufbahn auf und zieht mit ihr wegen eines wissenschaftlichen Projekts für ein Jahr aufs Land. Aufgrund wachsender Konflikte zwischen ihnen kehren beide in die Stadt zurück, wo Herzog nun Vorlesungen an einer Volkshochschule hält. Madeleine trennt sich von ihm und setzt ihre Liebesaffaire mit seinem besten Freund fort, Herzog macht mit seinem Bruder eine Europareise, von der er aber labiler als vorher zurückkehrt. Mehr und mehr hatte er das Gefühl, dass er „entzweiging - auseinanderbrach“.
Seine Vorlesungen werden verworren, er wird sonderlich, seine Selbsterforschung und seine Rechtfertigungen treiben ihn zu ersten Notizen, die sich allmählich zu Briefen an Freunde, Bekannte, andere lebende und tote Schriftsteller und zuletzt auch an Nietzsche und Gott auswachsen. In diesen Briefen nimmt Herzog nicht nur zu seinen privaten Anliegen, sondern auch kritisch zu sozialen Themen (Armut, Landverteilung) und zu politischen Entwicklungen, dem Kalten Krieg, Stellung und erweist sich als linker Liberaler, dem auch der Marxismus nicht fremd ist. Er selbst könne sich mit einschließen, wenn er von den „Millionen verbitterter Voltairianer“ schreibe, deren Seelen mit zorniger Satire angefüllt seien.
Nach langen Schilderungen der Eskalation zwischen Madeleine und Herzog reflektiert er über seine japanische Freundin Sono und seine neue Partnerin, Ramona, die besser als er seine Bindungsängste und die Bedeutung seiner sich von ihm distanzierenden Frau (Madeleine) erkennen.
Um seinem Sohn aus erster Ehe nahe zu sein, der ein Sommercamp besucht, reist er schließlich wieder in sein Landhaus, in dem er mit Madeleine gelebt hat. Auf diesen letzten Seiten gibt es mehr und mehr Hinweise auf eine Besserung seines Zustands, auf Gelassenheit und Freude über neu empfundene sinnliche Eindrücke der Natur.

## Komposition
Der Eindruck der Unordnung in Herzogs Leben wird erzählerisch durch die Komposition des Romans unterstrichen: So gibt es einerseits die linear und kohärent erzählten Passagen mit einer Vielfalt an Charakteren, die in Dialogszenen (im Gespräch mit seinem Anwalt Simkin, mit einer früheren Schwiegermutter, mit einem Taxifahrer, beim Zuhören vor Gericht …) wie en passant entwickelt werden. Bellow schöpft hier aus der Quelle seiner scharfen Beobachtung und der Fähigkeit zu interessanten Darstellungen von Personen, Stimmungen und Dialogen. Immer wieder trifft der Leser auf Exkurse, die wie kleine Geschichten für sich stehen könnten und Bellows überbordende Gestaltungsfreude zeigen. 
Andererseits gibt es eine Abwesenheit von Entwicklung und eine Stagnation durch häufige Unterbrechung der Erzählung: die vielen Notizen und Briefe sind vom Leser wie Hindernisse in großer Anstrengung zu übersteigen. Die vor- und zurückgreifende Assoziation der Szenen löst dadurch die Zeitstruktur der Handlung weitgehend auf und statt einer linearen Abfolge entsteht ein Mosaik der Erinnerung, das nach und nach vertieft und ausleuchtet, was schon  am Anfang beschrieben ist: Madeleines Konversion vom Judentum zum Katholizismus, das Leben im Sommerhaus mit Madeleine, die zunehmenden  Konflikte, Herzogs Arbeitsunfähigkeit, Madeleines lange Affäre mit seinem Freund, die Trennung, seine neue Freundin Ramona... Diese Erzählweise unterstreicht die Form- und Perspektivlosigkeit des Ganzen,
Der erste Satz des Romans, „Wenn ich den Verstand verloren habe, soll´s mir recht sein, dachte Moses Herzog.“, leitet Herzogs Leidensweg ein und wird wiederholt am Beginn seiner nachhaltigen Stimmungsaufhellung am Ende des Romans: Herzogs Verrücktheit verliert sich, irgendwie und von ihm unverstanden, aus seinem Leben. Trotz äußerer Unaufgeräumtheit scheinen Gesundung, Glück und Seelenfrieden als Folge seiner langen Erinnerungs- und Rechtfertigungsarbeit möglich: „So fing die letzte Woche seiner Briefe an.“
Diese Wendung zum Besseren gegen Ende der Erzählung („Wie herrlich schön ist es heute!“) ist weder in der Figur noch in ihren Umständen angelegt: Herzog beschreibt seine Antagonisten und auch seinen Vater als „Dozenten der Realität“, die ihn nach und nach mit seiner Selbstreflexion an die Realität heranführen. Aber er nähert sich allmählich nur dem, was er immer schon geahnt hatte: Mit seinen Briefen sei er „auf der Spur von Dingen, die er erst jetzt und nur undeutlich zu begreifen begann.“ Die Basis seines neuen Selbstbewusstseins bleibt daher für Herzog trotz seiner Erinnerungsarbeit unbegriffen und fragil – die Erzählung wird zu einer Figur der kreisförmigen Vertiefung in die immer schon geahnten Gegebenheiten. 

## Erzählerwechsel
Experimentell ist der Wechsel der Erzählhaltung: Der meist personale Er-Erzähler steht der Hauptfigur sehr nahe und berichtet beispielsweise von Herzogs Überlegungen, seinen Gefühlen und seiner Wahrnehmung anderer Figuren. Aber er ist nicht identisch mit ihm, denn der Erzähler fasst rückblickend Herzogs Entwicklung zusammen und erklärt distanziert das Figurenhandeln. Der Erzähler steht zwar auf Seiten Herzogs, hat Humor und erzählt nicht als Besserwisser, seine Ironie und Selbstironie scheinen zwischen dem Erzähler und der Hauptfigur zu entspringen. Manchmal aber spricht der Er-Erzähler direkt die Hauptfigur an, wird also ein Dialogpartner, ein Du-Erzähler. Beim Schreiben der Briefe (Herzog schreibt in der Ich-Form) wechselt der Er-Erzähler nach oder vor den kursiv gesetzten Brieftexten gelegentlich auch zu einem Ich-Erzähler – Moses Herzog ist also sowohl außer sich als auch neben sich und manchmal auch er selbst. Dieser Erzähler-Wechsel ist ein formaler Hinweis auf die schwankende, sich selbst fremde Identität der Hauptfigur und auf seine Mühe, sich zu vergewissern, wer er eigentlich sei: Diese Erzählweise ist Teil der Botschaft.
Der Roman zeigt einen ungewöhnlichen Reichtum an rhetorischen Formen, die auch sein weites Erinnerungsmosaik lesenswert machen. Ganze Passagen sind ironisch und selbstironisch geschrieben, er häuft Attribute als Asyndeta, verstößt mit Satzbrüchen gegen Lesererwartungen usw.

## Rezeption
„Die Stärke des Buches [liege] gerade in der auf gedanklich und erzähltechnisch hohem Niveau durchgeführten Konfrontation des humanen, liberalen und intellektuellem Helden mit einer Welt, für deren Bewältigung allgemein verbindliche Maximen und Lebenstechniken ohnehin kaum mehr zur Verfügung stehen.“
Almut Finck schrieb am 7. April 2005 in ihrem Nachruf auf Saul Bellow: „Saul Bellow (ist) selbst in seiner Heimat nicht mehr wirklich populär“, was nicht an seiner Qualität, aber an seinen oft politisch inkorrekten Stellungnahmen liege. Schon in seinem ersten Roman Mann in der Schwebe „hat Bellow (...) bereits den Typus seines ´ramponierten Helden´ skizziert. (...) Oder Moses Herzog in seinem besten Roman Herzog (1964) (…) - Bellows Charaktere sind intellektuelle Exzentriker mit Hang zur Funken sprühenden Melodramatik. Zwiegespaltenne Metaphysiker des 20 Jahrhunderts (…) in der unnachahmlichen Bellowschen Mischung aus Nietzsche und Marx Brothers.“

## Buchausgaben (Auswahl)
englisch:
- Herzog. Viking Press, New York 1964 (Erstausgabe).
- Herzog. Penguin, New York 2015, ISBN 978-0-14-310767-5.

deutsch:
- Herzog. Deutsch von Walter Hasenclever. Kiepenheuer & Witsch, Köln 1965.
- Herzog. Roman. Aus dem Amerikanischen von Walter Hasenclever. Mit einem Nachwort von Karl-Heinz Schönfelder, Berlin: Volk und Wissen 1975, 517 S.
- Herzog. Fischer Taschenbuch, Frankfurt am Main 2011, ISBN 978-3-596-17870-4.